# Жданов, Иван Николаевич
Ива́н Никола́евич Жда́нов (22 июня [4 июля] 1846, Шенкурск — 11 [24] июля 1901, Алупка) — русский литературовед и фольклорист, академик Санкт-Петербургской академии наук. Действительный статский советник.

## Биография
Происходил из духовного сословия. Родился 22 июня (4 июля) 1846 года в Шенкурске (Архангельская губерния). Его отец служил настоятелем собора в Шенкурске, был ректором местного приходского училища.
Иван Жданов учился в Шенкурском и Архангельском духовных училищах, в 1865 году окончил Архангельскую духовную семинарию. Как лучший воспитанник был направлен за казённый счёт в Санкт-Петербургскую духовную академию, а после двух лет обучения перешёл на историко-филологический факультет Петербургского университета, по окончании которого был оставлен при университете для подготовки к профессорскому званию. В 1874 году получил звание учителя русского языка и словесности, а с 1876 года имел право преподавать в высших учебных заведениях.
С 1879 года преподавал в Киевском университете Св. Владимира, где читал курс «История древней литературы». В 1883 году Советом Санкт-Петербургского университета был утверждён в степени магистра русской словесности и стал преподавать в Санкт-Петербургском историко-филологическом институте. Приглашённый ко двору Александра III, И. Н. Жданов преподавал русский язык и литературу будущему императору Николаю II, великому князю Михаилу Александровичу и великой княжне Ольге Александровне. Читал лекции в Александровском лицее.
В 1893 году был избран членом-корреспондентом, а в 1899 году — действительным членом Санкт-Петербургской академии наук.
Умер 11 (24) июля 1901 года в Алупке. Был похоронен в Санкт-Петербурге на Новодевичьем кладбище; могила утрачена.
Сын — Всеволод Иванович Жданов (1880, Киев — 1938, Днепродзержинск), горный инженер, с 1931 г. технический директор Днепродзержинского металлургического завода им. Дзержинского, арестован 31 марта 1938 г. по обвинению в «контрреволюционной деятельности», расстрелян, реабилитирован в 1956 г.; его жена (с 1906 г.) Эльна Эрнестовна Жданова (урожд. Сундгрен; 1885, Санкт-Петербург — 30.04.1977, Хельсинки), арестована 16 мая 1938 г. в Москве, Особым совещанием при НКВД СССР 15 июля 1938 г. приговорена к 5 годам ИТЛ.

## Научные работы
Магистерская диссертация Жданова „К литературной истории русской былевой поэзии“ (1881) примыкает к целому ряду трудов его по древней литературе и народной словесности, в которых он изучает памятники русской литературы сравнительно с произведениями других литератур. Важная сторона работ Жданова также, — отыскание связи и взаимодействия между книжными памятниками и народными произведениями. Сопоставление намёков и свидетельств исторических с произведениями литературными позволило Жданову построить ряд остроумных гипотез об исконном существовании у нас песен и поэтических произведений, в частности — былевого эпоса. Доказательно обставленные гипотезы его определяют даже иногда содержание утраченных эпических произведений— Жданов Иван Николаевич // Энциклопедический словарь Брокгауза и Ефрона : в 86 т. (82 т. и 4 доп.). — СПб., 1890—1907.

## Важнейшие публикации
- Жданов И. Н. Материалы для истории Стоглавого собора // Журнал Министерства народного просвещения. — 1876.
- Жданов И. Н. Русская поэзия в домонгольскую эпоху // Киевские университетские известия. — 1879.
- Жданов И. Н. Литература «Слова о Полку Игореве» // Киевские университетские известия. — 1881. (отд. оттиск)
- Жданов И. Н. Песни о князе Романе // Журнал Министерства народного просвещения. — 1890. Март-апрель. — С. 267—305;. Май-июнь. — С. 1—55. (данная монография была выпущена также отдельным оттиском)
- Жданов И. Н. Песни о князе Михаиле // Живая старина. — 1891.
- Жданов И. Н. Повести о Вавилоне и сказание о князех владимирских // Журнал Министерства народного просвещения. — 1891.
- Жданов И. Н. Беседа трёх святителей и Joca monachorum // Журнал Министерства народного просвещения. — 1892.
- Жданов И. Н. Василий Буслаевич и Волк Всеславьевич // Журнал Министерства народного просвещения. — 1893.
- Жданов И. Н. Русский былевой эпос. Исследования и материалы. — СПб., 1895.